# تونونو
أنطونيو أفونسو مورينو (25 أغسطس 1943 - 9 يونيو 1975)، المعروف باسم تونونو، كان لاعب كرة قدم إسباني لعب في مركز المدافع.

## حياته الكروية
ولد اللاعب في أروكاس، لاس بالماس، كناريا الكبرى، وكان أول ظهور رسمي له مع نادي لاس بالماس في 18 فبراير 1962 ضد ريال مورسيا. في الدوري الإسباني في موسم 1964-1965، لعب 29 مباراة حيث احتل فريق جزر الكناري المركز التاسع. كان جزءًا من الفريق الذي إحتل ثلاثة مرات المراكز الخمسة الأولى في الدوري - بما في ذلك المركز الثاني في عام 1969.
لعب تونونو إجمالي 312 مباراة وأحرز هدفين في دوري الدرجة الأولى. في 31 مايو 1975 ظهر في مباراته الأخيرة مع لاس بالماس، أصيب بعدوى فيروسية بعد فترة وجيزة وتوفي في 9 يونيو عن عمر يناهز 31 عامًا في لاس بالماس.